# 查托火山

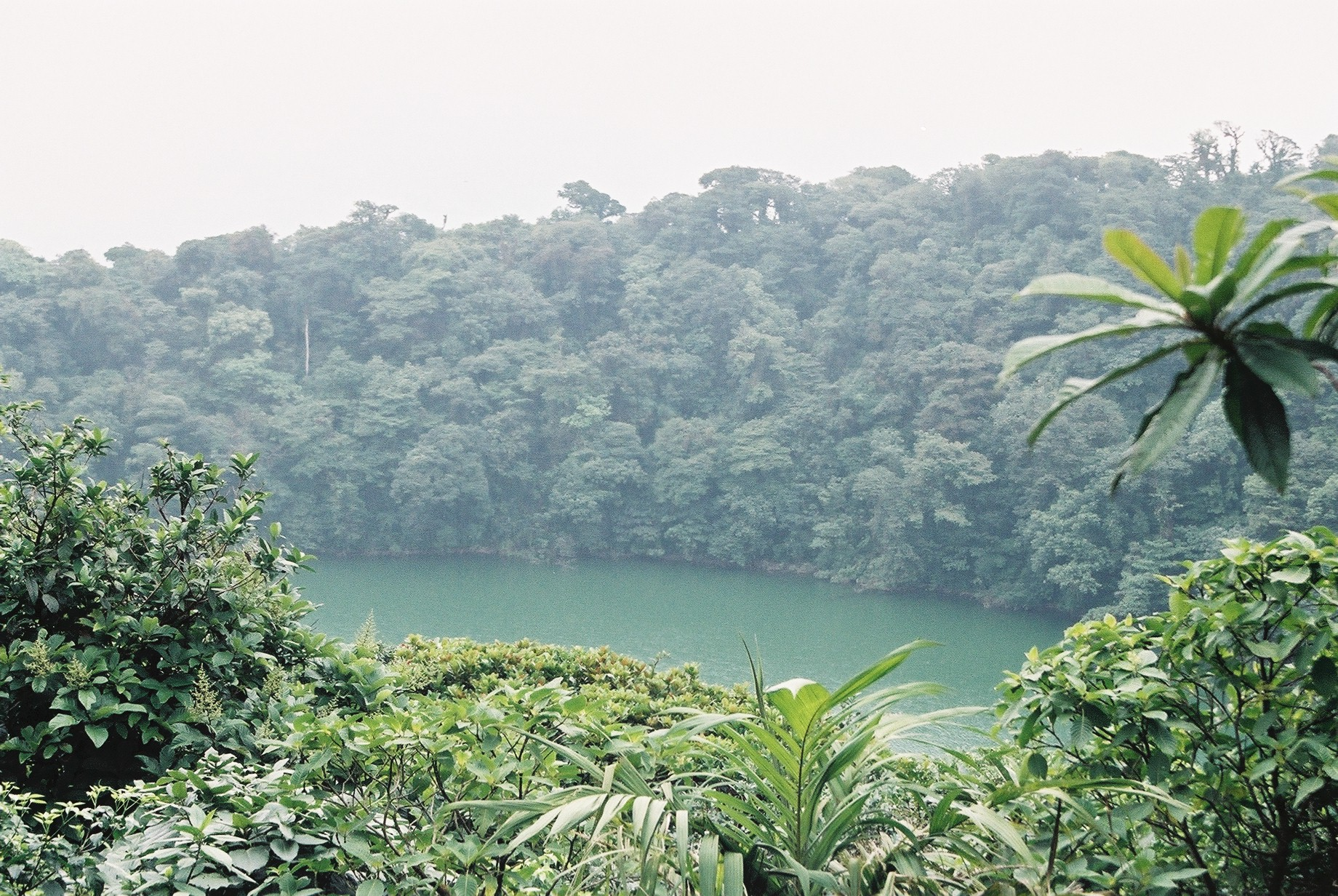

10°26′31″N 84°41′17″W / 10.44194°N 84.68806°W
查托火山（西班牙語：Volcán Chato），是哥斯達黎加的火山，位於該國西北部，由阿拉胡埃拉省負責管轄，處於首都聖荷西西北面，面積約10平方公里，海拔高度1,140米。